# 육각도
육각도(六角島)는 전라남도 신안군 임자면에 있는 섬이다. 특정도서로 지정하여 관리되고 있다.

## 특정도서
육각도는 멸종위기야생돌물 수달 배설물과 서식굴 등이 확인된 주요서식처로 독도 등 도서지역의 생태계보전에 관한 특별법에 의거 특정도서로 지정되었다.
- 지정번호 : 특정도서 제186호
- 면적 : 2,010m2
- 지번 : 전라남도 신안군 임자면 광산리 산222